# Descenso de Independiente a la Primera B Nacional
El descenso del Club Atlético Independiente a la Primera B Nacional fue un acontecimiento futbolístico ocurrido el sábado 15 de junio de 2013 en Avellaneda, Argentina. El club descendió por primera vez en su historia a la segunda división luego de la derrota por 0–1 ante San Lorenzo en la 18.ª fecha del Torneo Final 2013.
Independiente se transformó, hasta el día de hoy, en el penúltimo de los denominados «equipos grandes» del fútbol argentino en descender a la segunda división. El único equipo grande que no ha bajado jamás a la segunda categoría del fútbol argentino es Boca Juniors.

## Independiente y su relevancia internacional
El Club Atlético Independiente es un club deportivo que tiene su sede social y su estadio en la ciudad de Avellaneda, Provincia de Buenos Aires, en el sur del Gran Buenos Aires. Su origen se encuentra en Monserrat, un histórico barrio de la ciudad de Buenos Aires. Fue fundado oficialmente el 1 de enero de 1905, aunque la institución ya estaba formada desde el 4 de agosto de 1904.
Es considerado, junto a Racing Club, Boca Juniors, River Plate y San Lorenzo, uno de los cinco grandes del fútbol argentino, a partir del momento en que la AFA dispusiera la implementación del llamado "voto proporcional" en 1937, que consistía en darle mayor poder de decisión a aquellos clubes con mayor número de socios, mayor antigüedad y mayor cantidad de títulos.
Independiente ganó 16 campeonatos locales durante su historia en el futbol argentino. 
Actualmente, Independiente ha conseguido 18 títulos internacionales oficiales para la Conmebol, posicionándose como uno de los clubes más ganadores del mundo. Históricamente el "rojo" es reconocido como "Rey de copas", o también el "rojo" siendo el club argentino, Sudamericano y del mundo con más logros internacionales durante décadas. Su última conquista fue la Copa del Banco Suruga 2018. Independiente es el máximo campeón de la Copa Libertadores de América, el torneo de clubes más importante del continente, con siete conquistas, siendo además: el único tetracampeón consecutivo, el único club invicto en finales de los que disputaron la final de la copa en más de una oportunidad, el primer club argentino en consagrarse campeón y bicampeón de la Libertadores y también el primer Invicto. Ganó también tres Copas Interamericanas, dos Supercopas, una Recopa, dos Copa Sudamericana y dos Copas Intercontinentales en 1973 y 1984.
En 2012, con 84.000 socios, la institución es de los diez clubes con más Socios del Mundo.
El 15 de junio de 2013, Independiente sufrió el primer descenso histórico a la Primera B Nacional.

## Los descensos en el fútbol argentino
Los campeonatos oficiales de fútbol en la Argentina son organizados por la Asociación del Fútbol Argentino. Los clubes afiliados disputan anualmente los torneos, los que se dividen en categorías o «divisionales», cada una de las cuales determina una jerarquía u orden de importancia del campeonato en disputa. Los torneos establecen un sistema de ascensos y descensos mediante el cual los mejores equipos del campeonato del año en curso obtienen el derecho a participar, en la siguiente temporada, del torneo de jerarquía inmediatamente superior; así como los peores promedios de los equipos del torneo superior son castigados de modo que el año entrante participen en el campeonato de importancia inmediatamente inferior.
La Primera División cuenta con 20 equipos, los que juegan dos campeonatos locales por año: el Torneo Inicial (en el –segundo semestre del año) y el Torneo Final (en el primer semestre del año), el cual finaliza en el invierno austral, momento en que se dirimen los descensos de ella y, como contrapartida, los ascensos a ella. 
El descenso de equipos a la Segunda División (Primera B Nacional) se realiza a través de un sistema de promedios. Al finalizar cada temporada los tres equipos de peor coeficiente en la tabla de los promedios pierden la categoría (18.º, 19.º y 20.º), mientras que suben de 2.ª a 1.ª, los tres primeros de la segunda categoría del fútbol argentino. El coeficiente se obtiene dividiendo los puntos obtenidos en las últimas tres temporadas (siempre y cuando el equipo haya jugado la Primera División, esas temporadas, sino se lo contará a partir de su último ascenso) por la cantidad de cotejos disputados en el mismo lapso. El número total de equipos que cambian de división entre temporadas fluctúa, por lo tanto, es de 6 (3 a la "B", y 3 a la "A").
Si bien el sistema condena a los planteles que descienden a pagar por las malas campañas de los de temporadas anteriores, hace que un equipo de una categoría solo descienda luego de un largo período con resultados no satisfactorios, neutralizando o morigerando así las crisis pasajeras de los equipos mejor administrados.
De esta manera, el Club Atlético Independiente se convirtió en el cuarto grande en perder la categoría por causa de este sistema, y en hacerlo directamente por el sistema de promedios.

### Otros equipos que también descendieron
Antes que el Rojo, otros equipos descendieron.
- Estudiantes de La Plata en 1953
- Newell's Old Boys en 1960
- San Lorenzo en 1981: El 15 de agosto de 1981, San Lorenzo se convirtió en el primer grande en descender luego de perder por 1 a 0 con Argentinos Juniors en cancha de Ferro. Estuvo en la Primera B de 1982.[2]
- Racing Club en 1983: El 18 de diciembre de 1983, Racing Club pierde 4 a 3 contra su tocayo cordobés (Club Atlético Racing) y fue el segundo grande en descender de categoría. Estuvo en la Primera B entre 1984 y 1985, siendo así, de entre todos los grandes, el que más tiempo ha durado en la segunda división.[2]
- Huracán en 1986
- Estudiantes de La Plata en 1994
- River Plate en 2011: El 26 de junio de 2011, River empató en un gol contra Belgrano en el Monumental, cayendo 3-1 en el global y convirtiéndose en el tercero en caer a la Primera B Nacional. La travesía millonaria por la B Nacional solamente duró un año, en donde se consagró campeón.[2]

## Antecedentes

### Torneo Apertura 2010
Tras la decisión de la comisión directiva de cesar al Tolo Gallego como entrenador por sugerencia del mánager deportivo César Luis Menotti, el 10 de mayo asume Daniel Garnero, símbolo como jugador en la década del 90, como técnico del primer equipo. 
Con él, llegaron refuerzos de la talla de Facundo Parra, Roberto Battión, Maximiliano Velázquez, Nicolás Cabrera, Leandro Gracián, Cristian Pellerano y Germán Pacheco.
Contrario a las expectativas generadas tras la temporada anterior, en donde Independiente fue protagonista, durante el Apertura el equipo no encontró el rumbo, consiguiendo unos magros 3 puntos sobre 21 posibles, lo que detonó en la salida de Garnero luego de una goleada de 4-0 recibida a manos de Banfield, el 20 de septiembre, renunciando con él Menotti.
Posteriormente, se hacen cargo del equipo interinamente Ricardo Pavoni y Francisco Sá, quienes consiguen una victoria ante Gimnasia y Esgrima de la Plata y caen por goleada ante Godoy Cruz en Mendoza.

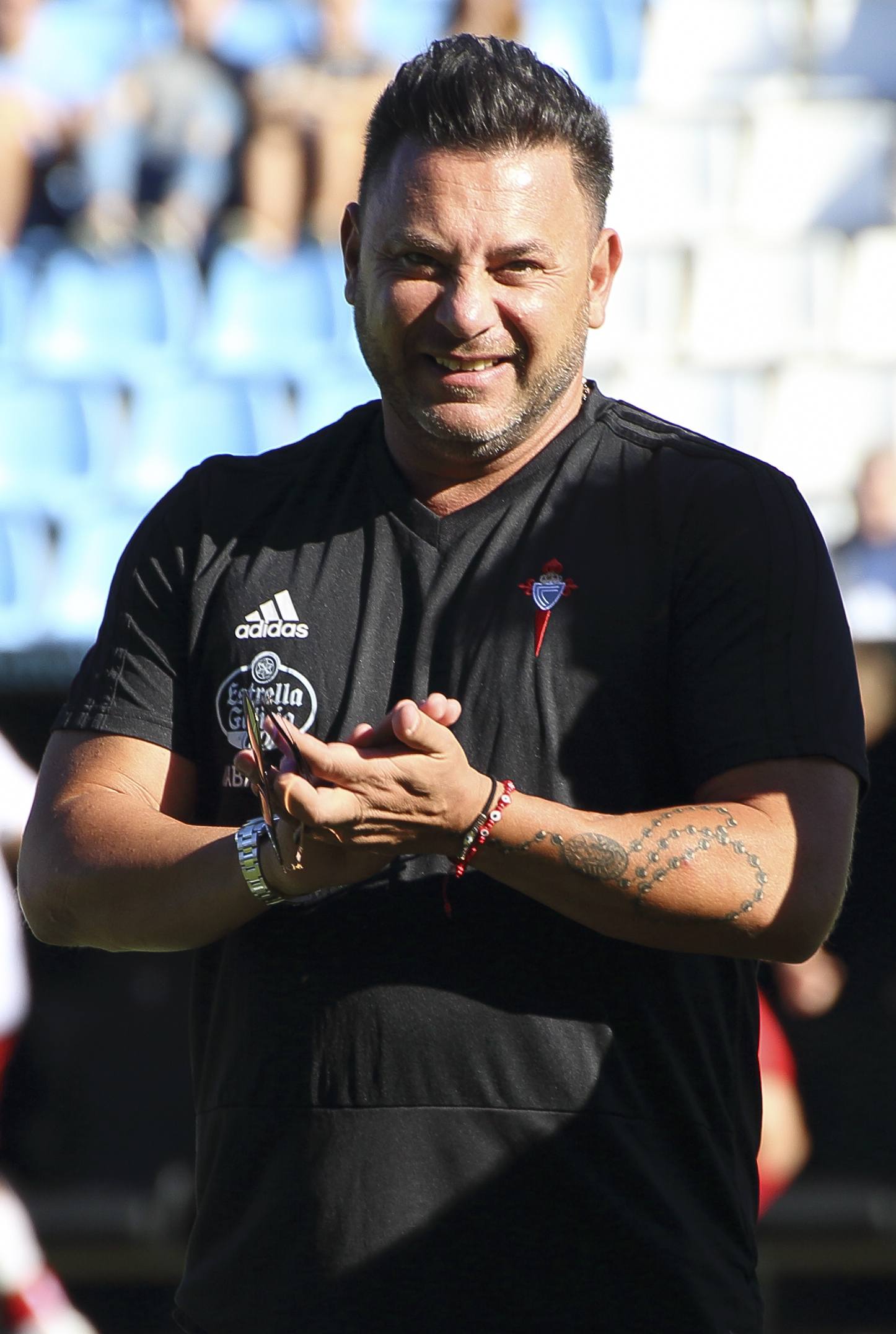
Antonio Mohamed fue el director técnico de Independiente durante la segunda parte del Apertura 2010, el cual gano la Sudamericana 2010 pese al pésimo momento en el plano local

La directiva da una vuelta de timón a la situación y decide contratar a Antonio Mohamed, quien debe afrontar a pocos días de su llegada el clásico ante Racing, en donde Independiente ganaría por la mínima diferencia, con gol de Cristian Báez
, en un partido donde el rojo jugó con muchos suplentes, puesto que tenía la cabeza centrada en avanzar de ronda en la Copa Sudamericana de ese año, que finalmente ganaría en la recordada final contra Goiás.
Sin embargo, el equipo no volvió a ganar ningún partido en el torneo, terminando en el último puesto, cosechando 14 puntos, producto de 2 victorias, 8 empates y 9 derrotas, terminando con un promedio de 1,273.

### Torneo Clausura 2011
Independiente disputó el Torneo Clausura 2011 al mismo tiempo que disputaba la Copa Libertadores por primera vez en siete años. Para reforzar el equipo llegaron Leonel Núñez y Matías Defederico.
A pesar de la importancia que representaba la Copa, el Turco optó por reservar a los mejores jugadores para centrarse en el Clausura, lo cual trajo aparejada la pronta eliminación de la Copa en primera ronda, además de magros resultados a nivel doméstico, cuyo detonante pareció ser la derrota en el clásico ante Racing por 2-0, con goles de Teófilo Gutiérrez, momento en que los presagios de un oscuro futuro en relación con el promedio comenzaron a aparecer.
No obstante esto, aquella derrota fue un punto de inflexión en el juego del equipo, que aseguró su permanencia tras ganarle 2-1 a Olimpo en Bahía Blanca, con una actuación descollante de Patricio Rodríguez, autor de los dos goles. Además, el equipo mantuvo la posibilidad matemática de ser campeón hasta la 17.ª fecha, donde cayó derrotado 1-2 por Lanús.
Club Atlético Independiente terminó el Clausura en el 6.º puesto, consiguiendo 29 puntos, tras 7 victorias, 8 empates y 4 derrotas, culminando en la 12.ª posición de la tabla de los promedios con 1,315 de coeficiente.

### Torneo Apertura 2011

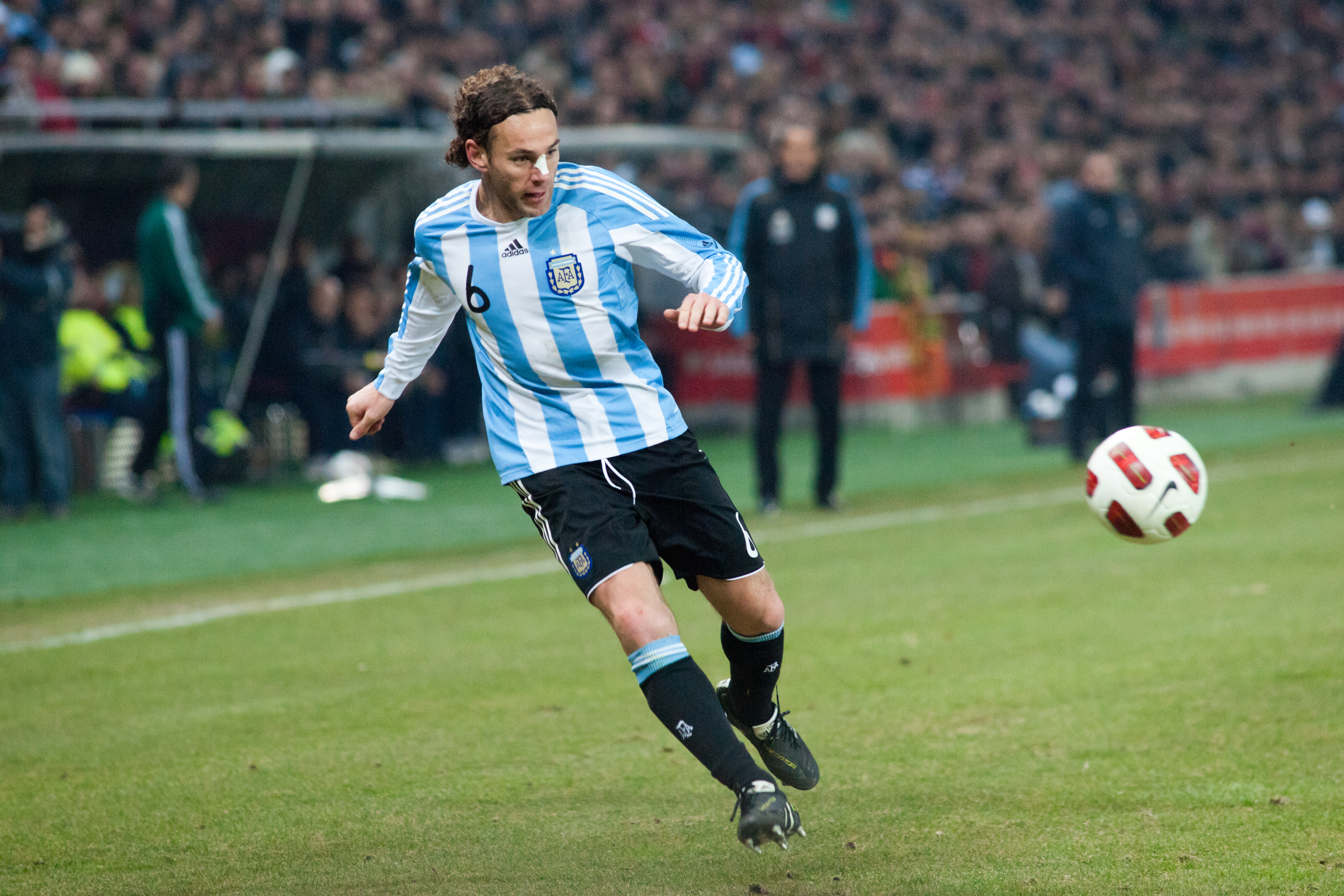
Gabriel Milito volvió al Rojo para el segundo semestre de 2011, el cual venia desde el FC Barcelona de España

Para iniciar la Temporada 2011/2012, en Independiente se produce la noticia rutilante de la vuelta de una de las glorias del último campeón, Gabriel Milito quien rescindió su contrato en Fútbol Club Barcelona para regresar al club de sus amores. Además de Milito, llegaron nombres de peso como Osmar Ferreyra y el colombiano Marco Pérez, quien fuera goleador en Gimnasia de La Plata.
El Apertura para el Rojo comenzó en la 2.ª fecha (tras ser postergado el partido contra San Martín de San Juan, recién ascendido), el 16 de agosto, con la derrota 0-1 contra Lanús.
En la fecha 5 se produjo la salida de Antonio Mohamed como entrenador, luego de la derrota como local en el Libertadores de América contra Boca por 0-1 (Previamente había perdido las finales de Suruga Bank y Recopa Sudamericana) , en la cual barra bravas del club se manifestaron en la puerta del hotel donde se alojaba el plantel profesional, en donde clamaron por la salida del técnico, llegando a tocar la marcha fúnebre en repudio al mismo.
Posteriormente se produjo el primer interinato de Cristian Díaz al frente del plantel, donde Independiente ganó el partido pendiente de la 1.ª fecha ante los sanjuaninos por 2-1 y cayó ante Belgrano por 2-0, dejando su lugar al laureado entrenador Ramón Ángel Díaz.
Bajo la dirección de Ramón, el Club Atlético Independiente pasó momentos muy dispares en un principio, con victorias inesperadas como el 3-1 a domicilio contra Atlético Rafaela o derrotas como la goleada 0-3 ante Banfield en el sur del Gran Buenos Aires. Pese a esto, el equipo logró un sprint final en donde obtuvo 13 de los 21 puntos en juego, sin perder ni un solo partido en ese lapso, quedando a tan solo un punto de clasificarse a la Copa Libertadores 2012. El saldo final fue un digno 8.º puesto, con una cosecha de 27 puntos, como consecuencia de 7 triunfos, 6 empates y 6 derrotas, terminando con 1,452 de promedio.

### Torneo Clausura 2012
El año 2012 trajo para el Rojo de Avellaneda un cambio de dirección en la conducción política, tras el triunfo de Javier Cantero en las elecciones presidenciales, quien se propuso, entre otras cosas, erradicar a la barra brava de adentro del club y revalorizar a las divisiones inferiores.
En lo futbolístico, el equipo se preparaba para afrontar el desafío de igualar o superar lo realizado por en el torneo anterior, puesto que la amenaza del promedio podría llegar a afectar al club de cara a la temporada siguiente, puesto que se irían los 68 puntos obtenidos en la 09/10, bajo la dirección técnica de Américo Rubén Gallego.

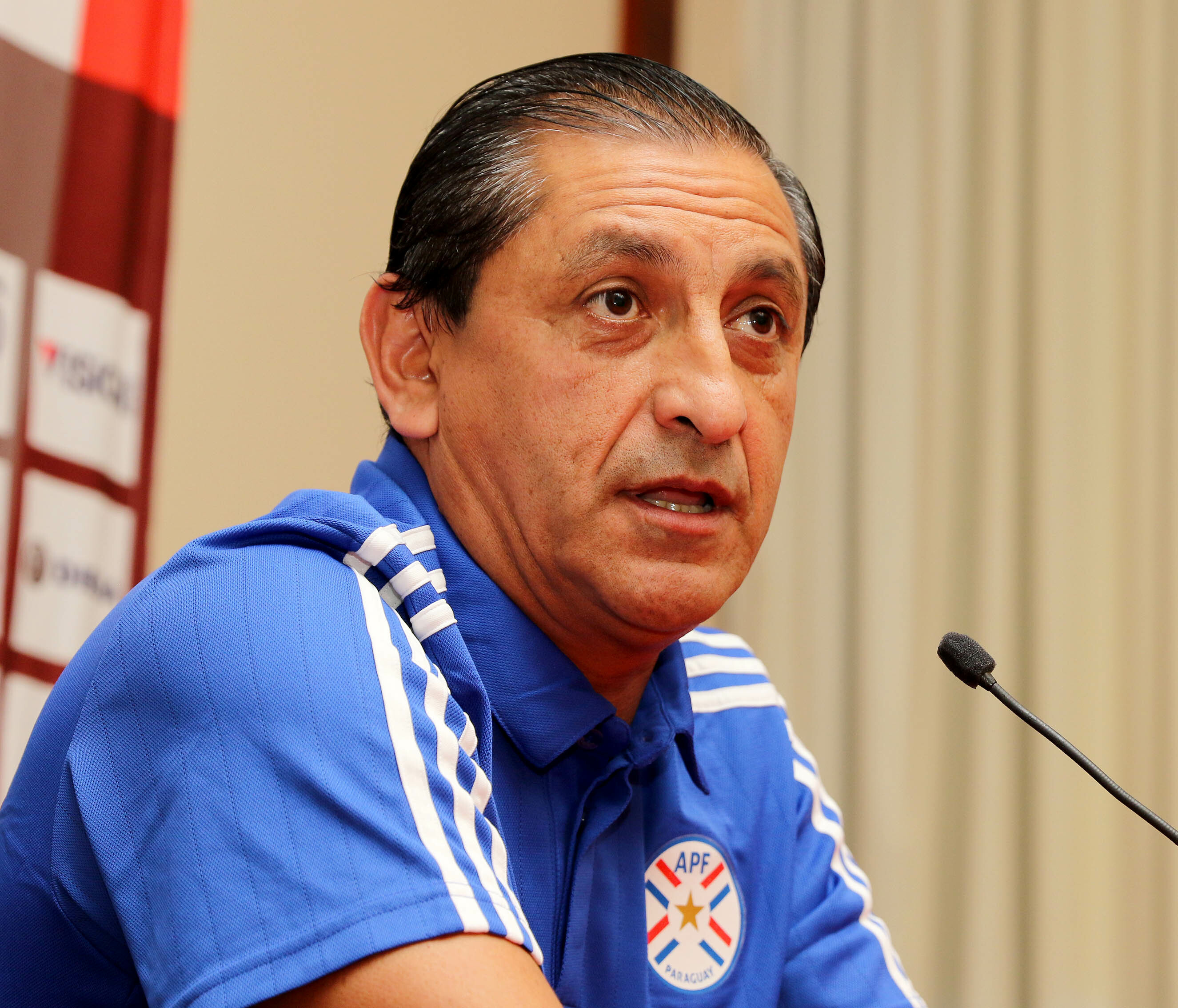
Ramón Diaz fue el DT del Rojo en los torneos Apertura 2011 y Clausura 2012

Con el objetivo de sumar poderío ofensivo al plantel, y bajo el pedido del técnico Ramón Díaz, se incorpora a préstamo a Ernesto Farías, quien regresaba al país luego de una fallida experiencia en el Cruzeiro, para aportar su cuota goleadora.
En cuanto a resultados, los mismos fueron paupérrimos, puesto que de los primeros cuatro partidos, Independiente perdió todos, anotando solo un gol, recién en el último de ellos, en la derrota 1-3 contra Argentinos Juniors, por medio de Roberto Battión. Esta situación virtualmente irreversible y una probable ridiculización en el partido siguiente ante Boca en el Estadio Alberto J. Armando, aceleraron la salida del riojano de la dirección técnica del club.
Tras la salida de Ramón, la responsabilidad de afrontar el partido contra el Xeneize, quien había ganado el Torneo Apertura 2011 de manera invicta y con la valla menos vencida, recayó nuevamente en el técnico de la reserva, Cristian Díaz, quien para este partido armó un equipo en el que mezcló varios juveniles con jugadores experimentados.
Contra todos los pronósticos, Independiente ganó el partido en un espectacular desenlace, por un emotivo 5-4, con una destacada actuación del Tecla Farías, quien anotó un triplete pese a tener uno de sus ojos hinchados por un golpe recibido.
Tras este partido, el rojo le ganó sucesivamente como local a Belgrano y a Rafaela por sendos 2-0, además de quedarse con el clásico goleando a Racing por 4-1, con una destacada actuación de Facundo Parra. Tras estas victorias y tras la negativa de Gallego de asumir como entrenador, Díaz fue ratificado en el cargo.
Posteriormente, estos buenos resultados conseguidos en esas tres fechas, quedaron olvidados tras entrar el equipo en una racha negativa, en la cual obtuvo solamente 6 de los 27 puntos en juego, solamente pudiendo ganarla a Banfield (que a la postre descendería) en la 12.ª fecha por 2-0.
Al finalizar el torneo, el equipo terminó jugando en un flojo nivel, quedando en la 16.º colocación, con 20 puntos, tras 5 victorias, 5 empates y 9 derrotas, con un promedio final de 1,385.
A pesar de haber mejorado la temporada anterior, el problema del descenso comenzó a sonar fuerte, puesto que para la temporada 2012/2013, Independiente arrancaría en el último puesto de la tabla de los promedios (sin contar a los ascendidos) con un bajo 1,184 de coeficiente.
Un golpe duro que debió afrontar anímicamente el plantel fue el sorpresivo retiro de la actividad futbolística de su capitán, Gabriel Milito, quien dejó el plantel tras argumentar sentirse agotado tanto física como mentalmente.

### Torneo Inicial 2012
Con el fantasma del descenso acechando, Cantero y su comisión, en participación con el técnico Cristian Díaz decidieron reforzar el equipo con jugadores entrados en años, con varias batallas ganadas, para que no les temblara el pulso a la hora de jugarse por sacar a la institución adelante.

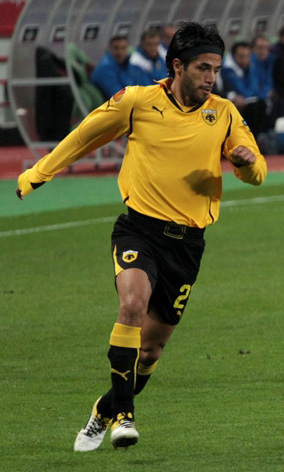
Fabián Vargas fue uno de los tantos jugadores experimentados que llegaron a Independiente para el Inicial 2012

Llegaron como refuerzos jugadores experimentados, tales como Víctor Zapata, Cristian Tula, Jonathan Santana, Claudio Morel Rodríguez, Fabián Vargas, Paulo Rosales, Luciano Leguizamón y Roberto Russo.
Aunque por nombres las incorporaciones resultaban bastante atrayentes, uno de los puntos que se criticó fue la avanzada edad de la mayoría de ellos, los que sumados a algunos jugadores que ya pertenecían al grupo, como Eduardo Tuzzio, por ejemplo, elevaban el promedio de edad, a tal punto que se realizaron especulaciones sobre sus probables rendimientos en el caso de aparecer lesiones de consideración.
En lo futbolístico, el equipo exhibió un pobre nivel, en el cual el equipo empató sin goles los primeros dos partidos y cayó en los dos siguientes ante Racing y Arsenal por sendos 2-0, lo que motivaron la renuncia de Cristian Díaz y la inminente llegada de Américo Gallego a la dirección técnica.
Con un equipo bastante golpeado, el rojo de Avellaneda recién pudo ganar en la novena fecha, de visitante ante Unión de Santa Fe por 2-1, con dos goles de Ernesto Farías. Tras este partido, el equipo mejoró su juego logrando dos triunfos sucesivos ante Rafaela y Argentinos, además de alcanzar los cuartos de final de la Copa Sudamericana, siendo eliminados por la Universidad Católica.
Sin embargo, los resultados no pudieron sostenerse e Independiente no volvió a conocer la victoria hasta el Torneo Final, lo cual acrecentó más el riesgo de perder la categoría.
Bajones anímicos y futbolísticos en algunas de las figuras, como Navarro, Fredes, Tuzzio y el más notorio en el mismo Farías, sumadas las lesiones casi constantes de Tula, Morel Rodríguez y Santana, motivaron que la muchos simpatizantes comenzaran a sindicarlos como responsables de la debacle futbolística, llegando en algunos casos a increparlos, como fue en el caso de Fredes.
En lo que a números se refiere, Independiente terminó en el 18.º puesto, consiguiendo 17 puntos, con 3 victorias, 8 empates y 8 derrotas, terminando en el 18.º puesto de la tabla de los promedios con 1,126 de coeficiente.
Esta situación se tornó angustiante, puesto que equipos como San Lorenzo y Newell's old Boys, que arrancaron en condiciones similares al rojo, le sacaron una diferencia bastante considerable, lo que dejaba al conjunto de Avellaneda dependiendo de los puntos que sumen los equipos ascendidos la temporada anterior (San Martín y Unión) y Quilmes (ascendido junto con River, otro de los grandes que venía de ascender luego de pasar los mismos problemas que el rojo dos años antes).

## Descenso de Independiente

### Torneo Final 2013

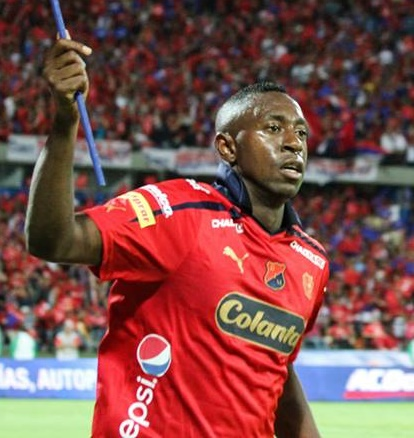
Juan Caicedo que fue goleador en Deportes Quindío llego al Rojo para enfrentar el semestre mas dificil de la historia del club

Para afrontar el semestre catalogado como el más crucial de la historia de Independiente, llegaron como refuerzos el Rolfi Montenegro, que vuelve al club por tercera vez, y el goleador colombiano Juan Fernando Caicedo, goleador del Deportes Quindío.
El primer partido del Final fue contra Newell's (equipo que a la postre se consagrararía campeón del certamen) en el Libertadores de América, donde el diablo caería por 1-3, anotando Ignacio Scocco (quien luego se coronaría goleador del campeonato), en dos oportunidades, y Pablo Pérez, mientras que Cristian Tula había igualado el marcador transitoriamente. Cabe destacar el hecho que cuando el partido estaba 1-1, el Tecla Farías desvió un penal, que podría haber cambiado el rumbo del partido.
Sin embargo, la ilusión volvió al club de Avellaneda, tras los triunfos ante Vélez (1-0) y Racing (2-0), que le permitieron a los diablos rojos salir por primera y única vez de los puestos de descenso.
A pesar de estas victorias, los resultados que le sucedieron no fueron alentadores, puesto que Independiente volvió a caer en la zona roja y apresuraron la decisión de la directiva de cesar al Tolo Gallego, quien dejó su cargo tras igualar en un tanto contra el que en ese momento era el último de la tabla del descenso, Unión de Santa Fe.
Con un panorama poco alentador, se contrata a Miguel Ángel Brindisi para intentar torcer el rumbo. Brindisi llegaba como una inyección de ánimo para los jugadores, con el pergamino de haber sido campeón con Independiente en el Torneo Clausura 1994.
Debuta cayendo por 0-2 ante Atlético en Rafaela, pero el equipo se recupera y vence al Argentinos Juniors de Caruso Lombardi (3-1), Tigre (2-0) y San Martín (3-1), con un doblete del delantero Caicedo.
Empates posteriores ante Belgrano en Córdoba y Estudiantes de la Plata, ambos sin goles, y la caída en el Monumental ante River Plate (1-2) sumada la racha vencedora de San Martín de San Juan y la levantada del conjunto de La Paternal, dejaron al rojo con muy pocas chances de mantener la categoría, puesto que para lograrlo debía vencer los dos partidos finales (San Lorenzo y Colón en Santa Fe) y esperar que Argentinos no sume y que los sanjuaninos sumen un punto o ninguno.

### El partido del descenso
El 15 de junio de 2013 será recordado como el día en que el Club Atlético Independiente desciende por primera vez a la Primera B Nacional, tras las victorias de San Martín de San Juan y Argentinos Juniors en sus respectivos partidos, y la derrota por 0-1 sufrida ante San Lorenzo de Almagro.
En esa tarde, para evitar especulaciones con los resultados, se enfrentaron en el mismo horario que San Martín-Estudiantes y Argentinos-Colón.
El primer tiempo fue bastante parejo en cuanto a situaciones y posesión, en el que pudo notarse a un San Lorenzo dispuesto a contraatacar a un Independiente que jugaba con la desesperación del reloj y de los resultados de los otros partidos que le eran adversos, sumados a la lesión de Hernán Fredes tras intentar trabar una pelota en el centro del campo, terminando el primer tiempo igualado sin goles.
Al término de la primera etapa, San Martín gana por la mínima, mientras que Argentinos empata sin goles con Colón, resultados que dejan en ese momento a Independiente sin chances de mantener la categoría.
La impaciencia y nerviosismo de los hinchas del Rey de Copas se hace notar más aún tras enterarse de la noticia del segundo gol de los sanjuaninos y del tanto del ecuatoriano Juan Anangonó para Argentinos Juniors.
El momento más temido para los fanáticos del rojo se vio materializado al minuto 14 de la segunda etapa, cuando Ángel Correa, tras una gran jugada individual, bate al arquero del rojo Diego Rodríguez, estableciendo el único tanto del encuentro.
La historia no podría torcerse a pesar de los intentos del equipo local de igualar las acciones, por lo cual, a las 17:06 horas, tras el pitazo del árbitro Silvio Trucco, queda consumado el descenso de Independiente a la Primera B Nacional por primera vez en su historia.
A pesar de todo, los hinchas del rojo desmostraron su amor por el club con un emocionante aliento incondicional al equipo ya descendido. Esto fue muy resaltado ya que no se registraron hechos de violencia como en otros partidos en dónde equipos grandes se disputaban su descenso. Sin embargo, en fechas pasadas tuvieron disturbios en otros estadios, como en el estadio Monumental, donde se produjeron destrozos desde la popular visitante.
Como resultados anecdóticos quedaron las victorias de San Martín sobre Estudiantes (2-0) y la de Argentinos sobre Colón (1-0).

#### Ficha del partido
| 17         | POR        | Diego Matías Rodríguez  |     |
| 18         | DEF        | Julián Velázquez        | 64' |
| 2          | DEF        | Cristian Tula           |     |
| 3          | DEF        | Claudio Morel Rodríguez |     |
| 30         | DEF        | Lucas Villalba          |     |
| 8          | MED        | Hernán Fredes           | 39' |
| 15         | MED        | Fernando Gabriel Godoy  |     |
| 40         | MED        | Juan Manuel Trejo       |     |
| 10         | MED        | Daniel Montenegro       |     |
| 26         | DEL        | Francisco Pizzini 64'   |     |
| 37         | DEL        | Adrián Fernández        |     |
| Entrenador | Entrenador | Miguel Ángel Brindisi   |     |

| 12         | POR        | Sebastián Torrico  |     |
| 4          | DEF        | Gonzalo Prósperi   |     |
| 25         | DEF        | Pablo Alvarado     |     |
| 2          | DEF        | Mauro Cetto        |     |
| 39         | DEF        | Walter Kannemann   |     |
| 28         | MED        | Ignacio Piatti     | 52' |
| 5          | MED        | Juan Mercier       |     |
| 42         | MED        | Leandro Navarro    | 53' |
| 10         | MED        | Leandro Romagnoli  | 80' |
| 32         | DEL        | Ángel Correa       |     |
| 30         | DEL        | Gonzalo Verón      |     |
| Entrenador | Entrenador | Juan Antonio Pizzi |     |

| 33 | MED | Leonel Miranda | 39' |
| 28 | DEF | Gabriel Vallés | 64' |
| 43 | DEL | Eloy Rodríguez | 64' |

| 33 | MED | Alan Ruiz         | 52' |
| 7  | MED | Julio Buffarini   | 53' |
| 14 | DEL | Fabián Bordagaray | 80' |

| Anotado | 59' | Ángel Correa | 0–1 |

| Amonestado | 30' | Claudio Morel Rodríguez |
| Amonestado | 70' | Adrián Fernández        |
| Amonestado | 85' | Leonel Miranda          |

| Amonestado | 37' | Mauro Cetto |

| Árbitro             | Silvio Trucco        |
| Árbitros asistentes | Leonel Martínez      |
| Árbitros asistentes | Bandera de Argentina |

| 17         | POR        | Diego Matías Rodríguez  |     |
| 18         | DEF        | Julián Velázquez        | 64' |
| 2          | DEF        | Cristian Tula           |     |
| 3          | DEF        | Claudio Morel Rodríguez |     |
| 30         | DEF        | Lucas Villalba          |     |
| 8          | MED        | Hernán Fredes           | 39' |
| 15         | MED        | Fernando Gabriel Godoy  |     |
| 40         | MED        | Juan Manuel Trejo       |     |
| 10         | MED        | Daniel Montenegro       |     |
| 26         | DEL        | Francisco Pizzini 64'   |     |
| 37         | DEL        | Adrián Fernández        |     |
| Entrenador | Entrenador | Miguel Ángel Brindisi   |     |

| 12         | POR        | Sebastián Torrico  |     |
| 4          | DEF        | Gonzalo Prósperi   |     |
| 25         | DEF        | Pablo Alvarado     |     |
| 2          | DEF        | Mauro Cetto        |     |
| 39         | DEF        | Walter Kannemann   |     |
| 28         | MED        | Ignacio Piatti     | 52' |
| 5          | MED        | Juan Mercier       |     |
| 42         | MED        | Leandro Navarro    | 53' |
| 10         | MED        | Leandro Romagnoli  | 80' |
| 32         | DEL        | Ángel Correa       |     |
| 30         | DEL        | Gonzalo Verón      |     |
| Entrenador | Entrenador | Juan Antonio Pizzi |     |

| 33 | MED | Leonel Miranda | 39' |
| 28 | DEF | Gabriel Vallés | 64' |
| 43 | DEL | Eloy Rodríguez | 64' |

| 33 | MED | Alan Ruiz         | 52' |
| 7  | MED | Julio Buffarini   | 53' |
| 14 | DEL | Fabián Bordagaray | 80' |

| Anotado | 59' | Ángel Correa | 0–1 |

| Amonestado | 30' | Claudio Morel Rodríguez |
| Amonestado | 70' | Adrián Fernández        |
| Amonestado | 85' | Leonel Miranda          |

| Amonestado | 37' | Mauro Cetto |

| Árbitro             | Silvio Trucco        |
| Árbitros asistentes | Leonel Martínez      |
| Árbitros asistentes | Bandera de Argentina |

## Impacto en la prensa mundial
El descenso de Independiente tuvo una amplia repercusión en el mundo, por tratarse de uno de los clubes con mayor prestigio en cuanto a competencias internacionales se refiere.
El Diario Lance de Brasil titula "Independiente perde e cai pela primeira vez para a Segundona argentina" (Independiente pierde y cae por primera vez a la Segunda argentina).
En España, el Diario As señala "El Independiente de Avellaneda desciende a la B Nacional". El equipo rojo de Avellaneda cayó derrotado por el San Lorenzo (0-1) en la penúltima jornada y descendió por primera vez en su historia. Por su parte Marca publica "Independiente ya es de Segunda". Cayó con San Lorenzo y desciende a Nacional B.
En Chile, El Mostrador comunica "Independiente de Avellaneda cae ante San Lorenzo y desciende a la B".
En Italia, la Gazzetta dello Sport se hace eco de la noticia y publica "Independiente retrocesso in serie B E' la prima volta nella storia"(Independiente retrocede a la Serie B. Es la primera vez en la historia).
El L'Equipe de Francia sube a su sitio en línea "Independiente relégué pour la première fois" (Independiente relegado por primera vez).
BBC, uno de los diarios más prestigiosos del Reino Unido, tituló: "Argentina's Independiente suffer historic relegation" (El club argentino Independiente sufre una histórica relegación)

## Repercusiones

#### En el clásico de Avellaneda
- El descenso de Independiente le valió a los hinchas de su máximo rival, Racing Club, para burlarse de la desgracia que padecían los simpatizantes del rojo.[20] En un partido entre Racing y Unión correspondiente a la última fecha del Torneo Final 2013, los hinchas de la Academia comenzaron a lanzar humo negro, vestirse de fantasmas, cantar la canción del cantante chileno Américo «Y hoy te vas» y tocar la marcha fúnebre.[21][22] Cabe aclarar que esta «chicana» futbolística le valió a Racing una sanción, que implicó jugar sin público en las primeras tres fechas del Inicial 2013. Este acontecimiento es reconocido mundialmente como el «velorio a Independiente».[23][24]
- En 2014, en un torneo de verano, se volvería disputar el clásico de Avellaneda entre Racing (en Primera División) e Independiente (En la B), que terminó con victoria de la «Academia» por 3 a 0.[25]

#### En el ámbito institucional
El descenso de Independiente, fue el cuarto en ocurrir entre los considerados cinco grandes. Numerosos diarios internacionales de la época hablaron del descenso del Rojo.
Tras una larga campaña durante la segunda división del fútbol argentino, Independiente conseguiría finalmente el ascenso quedando 4° en la tabla general, tras un partido de desempate contra Huracán (el 3°) en el estadio Único de La Plata.
En 2017, con un Independiente ya ascendido, el equipo conseguiría levantar la Copa Sudamericana venciendo al Flamengo en la final.
En 2023, a diez años del hecho, la institución decidió custodiar la sede con policías, para evitar vandalismo de hinchas de Racing.